# Lijst van nationale parken op de Bahama's
Hieronder volgt een lijst van nationale parken in de Bahama's.
| Nationaal park                          | Stichtingsjaar | Oppervlakte (ha) | Foto |
| --------------------------------------- | -------------- | ---------------- | ---- |
| Nationaal park Walker's Cay             |                |                  |      |
| Nationaal park Abaco                    | 1994           | 8296,05          |      |
| Nationaal park Lucayan                  | 1982           | 16               |      |
| Nationaal park Peterson Cay             | 1968           | 0,6              |      |
| Nationaal park Bonefish Pond            |                | 499              |      |
| Nationaal park Conception Island        | 1964           | 12140            |      |
| Nationaal park Moriah Harbour Cay       | 2002           | 6798             |      |
| Nationaal park Primeval Forest          | 2002           | 3                |      |
| Nationaal park Harrold and Wilson Ponds | 2002           | 101              |      |
| Nationaal park Inagua                   | 1963           | 89030            |      |
| Nationaal park Little Inagua            | 2002           | 25414            |      |
| Nationaal park West Side                | 2002           | 607028           |      |
| Nationaal park Fowl Cays                | 2012           | 944              |      |
| Nationaal park Blue Holes               | 2002           | 16187            |      |